# گلکسی اکسپرس ۹۹۹ (فیلم)
گلکسی اکسپرس ۹۹۹ (انگلیسی: Galaxy Express 999) فیلم علمی تخیلی پویانمایی ژاپنی محصول ۱۹۷۹ به کارگردانی رینتارو است.